# Kunafa

Kunafa im Suq von Nablus

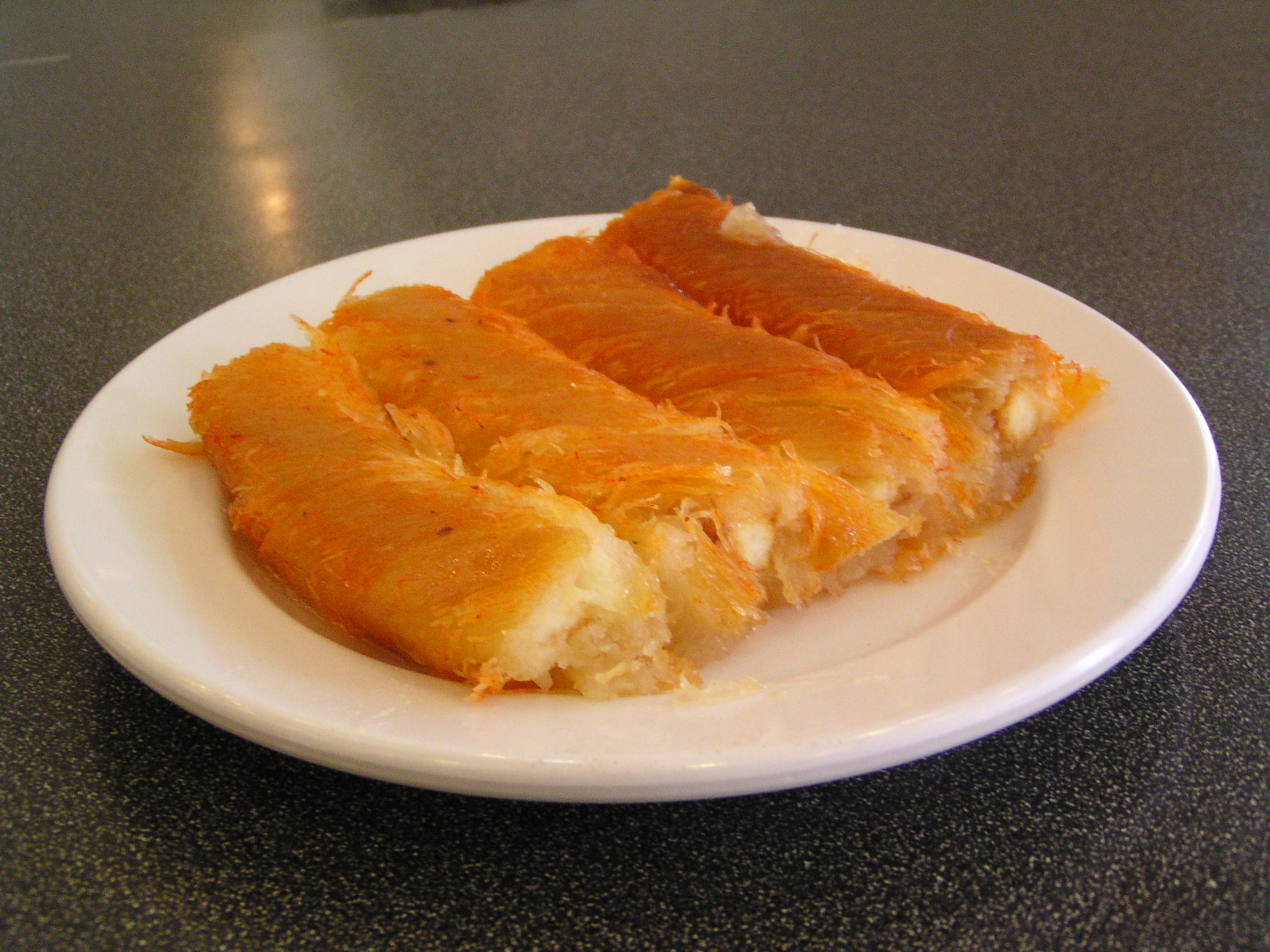
Kunafa aus dem Libanon

Kunafa (arabisch كنافة, DMG Kunāfa, auch Kanafa, Kanafeh, Kunafeh, Knafeh, kurdisch Kunefe, türkisch Künefe) ist eine levantinische warme Süßspeise aus einem besonderen Käse (Quark) und Kadaifi. Der Ursprung der Kunafa wird in der Stadt Nablus (Sichem) vermutet; sie ist in weiten Teilen der arabischen Welt verbreitet.

## Varianten
Man unterscheidet drei verschiedene Arten der Kunafa:
- khishneh / خشنه, wesentliche Merkmale dieser Variante sind die nudelartigen Fäden der Kadaifi.
- na'ama / ناعمة, eine feine Variante unter Verwendung von Grieß.
- muhayara / محيرة, eine Mischung aus den beiden vorherigen Varianten.

In der Regel wird die Kunafa vor dem Servieren mit warmem Zuckersirup („Ater“) überträufelt. Serviert wird die Speise in Konditoreien gewöhnlich mit einem Glas Wasser.

## Geschichte
Eine gängige Erzählung besagt, dass das Gericht erschaffen wurde und von Ärzten verschrieben wurde, um den Hunger der Kalifen während des Ramadan zu stillen. Die Geschichte wird abwechselnd in Fatimiden-Ägypten oder im Umayyaden-Kalifat in Syrien stattgefunden haben. Es wird auch berichtet, dass sie bereits im zehnten Jahrhundert schriftlich erwähnt wurde und fatimidischen Ursprungs sein soll. Es ist jedoch zu beachten, dass in historischen Texten erwähnte Gerichte nicht unbedingt mit den modernen Versionen von Kanafeh identisch sind.
Ibn Sayyar al-Warraqs Buch „Kitab al-Tabikh“ aus dem zehnten Jahrhundert, eine Sammlung von arabischen und persischen Rezepten und Ernährungsratschlägen der Abbasiden-Kalifen, erwähnt weder das Wort „kunāfa“ noch eine Beschreibung des Gerichts, wie es heute bekannt ist. Es enthält jedoch ein Kapitel über Desserts, die mit den verwandten qatāyif, d. h. Crêpes, hergestellt werden, von denen die türkische Bezeichnung „kadayıf“ und das griechische Wort „kataïfi“ abgeleitet sind. In einem Rezept werden qatāyif mit Nüssen gefüllt, frittiert und mit Honig-Zuckersirup übergossen, was in der heutigen Version im Wesentlichen unverändert ist. Ebenfalls beschrieben werden große, dünne Crêpes, die Stoff ähneln und „ruqāq“ genannt werden, auf einer runden Metallplatte namens „tābaq“ gebacken, mit Obst geschichtet und mit Zucker überzogen.
Das anonyme „Kitab al tabikh fi-l-Maghrib wa-l-Andalus“ aus dem 13. Jahrhundert verwendet das Wort „kunāfa“, um eine Crêpe zu beschreiben, die aus dünnem Teig auf einer indischen Pfanne oder einem „Spiegel“ (dem tābaq) zubereitet wird, und sagt, dass sie dem ruqāq entspricht. Es gibt auch ein Rezept für abbasidische Qatāyif (die Crêpes werden in Al-Andalus musahhada genannt), bei dem der gleiche Teig verwendet wird, aber die kunāfa dünner gemacht wird, „wie ein feines Gewebe“. Es gibt mehrere Dessert-Rezepte für kunāfa, bei denen die Crêpes mit frischem Käse geschichtet, gebacken und mit Honig und Rosen-Sirup übergossen werden; oder in Streifen wie Rosenblätter zerschnitten und mit Honig, Nüssen, Zucker und Rosenwasser gekocht werden.
Ibn al-Jazari berichtet von einem Marktinspektor aus dem 13. Jahrhundert, der während der Mamluken-Ära nachts durch Damaskus ritt, um die Qualität von kunāfa, qatā'if und anderen Lebensmitteln, die mit dem Ramadan in Verbindung stehen, sicherzustellen.
Im späteren Mittelalter wurde eine neue Technik entwickelt, bei der dünner Teig aus einem durchlöcherten Behälter auf die Metallplatte getropft wurde, wodurch haarähnliche Fäden entstanden. Eine osmanisch-türkische Übersetzung von Muhammad bin Hasan al-Baghdadis „Kitab al-Tabikh“ aus dem mittleren 15. Jahrhundert fügte mehrere neue zeitgenössische Rezepte hinzu, darunter eins für diesen kadayif, ohne jedoch anzugeben, woher er stammt. Dies wurde zur Grundlage für das moderne kunafa/kanafeh. Es wird gemeinsam mit Butter und Füllungen oder Belägen wie Nüssen, gesüßtem Käse oder Sahne gebraten und mit Rosenwasser und Zucker gemischt. Das Gebäck verbreitete sich von den arabischen Ländern auf benachbarte Länder wie Iran und Griechenland und gelangte in die Türkei, wo das fadenförmige Gebäck selbst als tel kadayıf („Faden-Crêpes“) bekannt ist und auch in verwandten Gebäcksorten wie Dolma Kadayif verwendet wird.

## Trivia
- 2009 stellten Zuckerbäcker in Nablus eine Rekord-Kunafa mit einer Länge von 74 Metern und einem Gewicht von 1765 kg her.
- Im Juni 2014 sorgte die Listung der Kunafa in der BuzzFeed-Liste der „17 ungewöhnlichen Desserts“ als „israelisch“ für Protest bei Palästinensern.[4]